# Ecology Glacier
Ecology Glacier är en glaciär i Antarktis. Den ligger i Sydshetlandsöarna. Argentina, Chile och Storbritannien gör anspråk på området. Ecology Glacier ligger 126 meter över havet.
Terrängen runt Ecology Glacier är huvudsakligen kuperad, men åt sydost är den platt. Havet är nära Ecology Glacier åt nordost. Trakten är glest befolkad. Närmaste befolkade plats är Commandante Ferraz Station, 11,3 kilometer norr om Ecology Glacier. 